# Masnières
Masnières és un municipi francès, situat a la regió dels Alts de França, al departament del Nord. L'any 2006 tenia 2.581 habitants.

## Demografia
| 1962                                       | 1968  | 1975  | 1982  | 1990  | 1999  | 2006  |
| ------------------------------------------ | ----- | ----- | ----- | ----- | ----- | ----- |
| 2.303                                      | 2.351 | 2.446 | 2.655 | 2.708 | 2.525 | 2.581 |
| Des de 1962: població sense dobles comptes |       |       |       |       |       |       |

## Administració
| Període | Identitat        | Partit |
| ------- | ---------------- | ------ |
| 2001-   | Colette Dessaint | PCF    |